# Foetorepus valdiviae
Foetorepus valdiviae är en fiskart som först beskrevs av Trunov, 1981.  Foetorepus valdiviae ingår i släktet Foetorepus och familjen sjökocksfiskar. Inga underarter finns listade i Catalogue of Life.